# 费尔韦德拉代尔
费尔韦德拉代尔（荷蘭語：Ferwerderadeel）是荷蘭的一個旧市镇，位於荷蘭北部，屬於弗里斯兰省。這裡使用西弗里斯語名稱作為正式鎮名，而荷蘭語名稱是Ferwerderadeel。
2019年1月1日，费尔韦德拉代尔与栋厄拉代尔和科吕默兰和新克勒伊斯兰合并为新市镇东北弗里斯兰。

## 外部連結
- Official website （页面存档备份，存于）